# Copris jacchus
Copris jacchus là một loài bọ cánh cứng trong họ Bọ hung (Scarabaeidae).